# Primnoella philippi
Primnoella philippi är en korallart som beskrevs av Aurivillius 1931. Primnoella philippi ingår i släktet Primnoella och familjen Primnoidae. Inga underarter finns listade i Catalogue of Life.